# (23506) 1992 EC8
(23506) 1992 EC8 est un astéroïde de la ceinture principale d'astéroïdes découvert en 1992.

## Description
(23506) 1992 EC8 a été découvert le 2 mars 1992 à l'observatoire de La Silla, au Chili, par le programme Uppsala-ESO Survey of Asteroids and Comets (UESAC) .

### Caractéristiques orbitales
L'orbite de cet astéroïde est caractérisée par un demi-grand axe de 2,66 UA, un périhélie de 2,46 UA, une excentricité de 0,08 et une inclinaison de 3,01° par rapport à l'écliptique. Du fait de ces caractéristiques, à savoir un demi-grand axe compris entre 2 et 3,2 UA et un périhélie supérieur à 1,666 UA, il est classé, selon la JPL Small-Body Database, comme objet de la ceinture principale d'astéroïdes.

### Caractéristiques physiques
(23506) 1992 EC8 a une magnitude absolue (H) de 15,1 et un albédo estimé à 0,404.